# Stazione di Kita-Matsudo
La stazione di Kita-Matsudo (北松戸駅?, Kita-Matsudo-eki) è una stazione ferroviaria di Matsudo, città della prefettura di Chiba e servita dalla linea Jōban locale della JR East.

## Linee
JR East
■ Linea Jōban (locale)

## Struttura
La stazione è dotata di una banchina a isola centrale servente due binari laterali. Fermano solo i treni locali.
| 1 | ■ Linea Jōban (locale) | per Kashiwa, Abiko e Toride                            |
| 2 | ■ Linea Jōban (locale) | per Matsudo, Kita-Senju, Nishi-Nippori e Yoyogi-Uehara |

## Stazioni adiacenti
| «                    | Servizio             | »                    |
| Linea Jōban - Locale | Linea Jōban - Locale | Linea Jōban - Locale |
| -------------------- | -------------------- | -------------------- |
| Matsudo              | Locale               | Mabashi              |